# Атаки на базы США в Ираке и Сирии (с 2023)
18 октября 2023 года американские военные базы на севере Ирака и востоке Сирии были атакованы тремя дронами. Представители Пентагона заявили, что жертв было немного. 26 октября Министерство обороны США заявило, что в ответ на удары оно совершило нападения на два объекта на востоке Сирии, связанные с ополченцами, поддерживаемыми КСИР. 8 ноября США официально сообщили, что связанные с Ираном ополченцы за три недели нанесли более 40 успешных ударов беспилотников и ракет по авиабазам США в Ираке и Сирии. Кроме того, в международном воздушном пространстве вблизи Йемена хуситами был сбит американский беспилотник MQ-9 Reaper. Эти события стали частью более широкого конфликта на Ближнем Востоке с 7 октября 2023 года.

## Атаки

### Ирак

#### Авиабаза Аль-Асад
18 октября 2023 года, во время войны между Израилем и ХАМАСом в 2023 году, иракские боевики нанесли удар беспилотником по авиабазе США Аль-Асад, на севере Ирака. Авиаудар был перехвачен. На следующий день ложная тревога на авиабазе привела к смерти гражданского подрядчика от остановки сердца. 20 октября США приказали всему персоналу, не связанному с чрезвычайными ситуациями, покинуть посольство в Багдаде и консульство в Эрбиле. 20 ноября восемь солдат США и коалиции получили ранения в результате атаки баллистической ракеты, а после нападения баллистической ракеты на авиабазу был нанесён незначительный ущерб инфраструктуре.

#### Эрбиль (январь 2024)
Вечером 15 января 2024 года одиннадцать баллистических ракет «Фатех» были запущены, предположительно, с территории Ирана по городу Эрбиль на севере Ирака, столице автономного региона Курдистан. В результате нападения четыре человека погибли и шесть получили ранения. Нападение было направлено на строящееся консульство США и так называемый Ираком «штаб разведки Моссада», без каких-либо официальных доказательств, подтверждающих утверждение, что такой штаб там якобы был.

### Сирия

#### Гарнизон Эт-Танф
18 октября 2023 года в результате удара беспилотника иранских прокси по гарнизону Эт-Танф было ранено более 20 человек. 1 ноября поступило сообщение о ещё одном незначительном ударе беспилотника по гарнизону Эт-Танф.

#### Другие авиаудары
24 октября 2023 года иракские ополченцы взяли на себя ответственность за многочисленные удары беспилотников по базам США на востоке Сирии, в частности по нефтяному месторождению Аль-Омар в мухафазе Дейр-эз-Зор и аль-Шаддади в мухафазе Аль-Хасака. 9 ноября силы США подверглись трём ударам за 24 часа, включая удары беспилотников по авиабазам Аль-Асад и авиабазе Аль-Харир, а также взрыв СВУ, направленный на патруль возле плотины Мосула. 21 ноября американский боевой корабль AC-130 нанёс удар по транспортному средству «Катаиба Хезболла» недалеко от Абу-Гариба, Ирак, в ответ на атаку исламского сопротивления в Ираке 20 ноября на авиабазу Айн аль-Асад.
8 февраля 2024 года американскую военную базу близ месторождения нефти «Омар» в провинции Дейр-эз-Зор на востоке Сирии атаковали ракетами. Сразу после нападения с территории базы для поиска противника поднялись боевые вертолеты.
26 марта два беспилотных летательных аппарата (БПЛА) атаковали базу США на месторождении газа «Конико» в провинции Дейр-эз-Зор, на территории базы было зафиксировано возгорание.
21 апреля 2024 года база США в Хирбет-эль-Джире (восточная провинция Эль-Хасака) была атакована с помощью как минимум пяти крылатых ракет, выпущенных с иракской территории к северу от Мосула. На следующий день истребитель американской коалиции уничтожил пусковую установку движения "Катаиб Хезболла" в Сирии.
Днём 23 июня 2025 года иранские прокси начали атаковать военные базы США в провинции Хасеке.

### Катар
23 июня 2025 года армия Ирана ударила шестью ракетами по американским базам в Катаре. Над Дохой, столицей Катара, раздаются взрывы — предположительно, работают системы ПВО, сообщает агентство Reuters со ссылкой на очевидцев. К юго-западу от Дохи расположена военно-воздушная база Аль-Удейд, где размещается оперативный штаб Центрального командования Вооруженных сил США.

### Йемен
19 октября 2023 года военный корабль США «Карни» сбил три ракеты, выпущенные в сторону Израиля из Йемена в Красном море. Было установлено, что ракеты были запущены поддерживаемым Ираном движением хуситов. Впоследствии сообщалось, что «Карни» действительно столкнулся в тот день с более масштабным и продолжительным обстрелом, чем было известно ранее, сбив четыре крылатые ракеты и 15 дронов в течение девяти часов. Саудовская Аравия также сбила ракету, которая была выпущена в сторону Израиля из Йемена.
8 ноября американский беспилотник MQ-9 Reaper был сбит хуситами в международном воздушном пространстве недалеко от Йемена.

## Ответные действия
2023 год
27 октября военные США ответили на авиаудары бомбардировкой складов оружия и боеприпасов в Абу-Камале, Сирия, истребителями F-16. Они также заявили, что группировки, поддерживаемые Ираном, нанесли в общей сложности 16 военных авиаударов; 12 в Ираке и 4 в Сирии .
8 ноября Министерство обороны США объявило, что они совершили нападения на КСИР и связанные с КСИР объекты в Дайр-эз-Зауре. По данным Сирийской обсерватории по правам человека, в результате погибло 9 человек.
12 ноября Министерство обороны и Центральное командование объявили о дополнительных авиаударах США по группам, связанным с КСИР, в ответ на продолжающиеся авиаудары по силам США в регионе. Нападения были направлены на убежище и тренировочную площадку, используемые ополченцами в Маядине и Абу-Камале, в результате чего были убиты 8 ополченцев.
21 ноября боевой корабль ВВС США AC-130 нанёс ответный удар по группе поддерживаемых Ираном ополченцев в Ираке, которые нанесли ракетный удар по американским войскам на авиабазе Аль-Асад. По оценкам США, в результате удара было убито несколько боевиков, поддерживаемых Ираном. На следующий день американские истребители нанесли авиаудары по объектам иракской организации «Катаиб Хезболла», в результате чего погибло более восьми боевиков.
2024 год
2 февраля 2024 года ВВС США нанесли серию авиаударов по Корпусу стражей исламской революции и поддерживаемым Ираном группировкам ополченцев, расположенным в Ираке и Сирии. Атака была совершена в ответ на удар беспилотника, нанесённый Исламским сопротивлением в Ираке по американским войскам в Иордании за неделю до этого, в результате которого погибли трое американских военнослужащих.
Вечером 21 апреля ВВС США нанесли авиаудар по району Хамад-Ага к северо-западу от иракского города Мосул. В результате была уничтожена ракетная установка, стрелявшая по американским базам в Сирии.
2025 год